# Manonviller
Manonviller (1361: Manonvilleirs, 1540: Manonviler) ist eine Gemeinde im Département Meurthe-et-Moselle in der Region Grand Est (bis 2015 Lothringen).

## Geschichte
Im Mittelalter und bis zur Französischen Revolution waren Manonviller und die umliegenden Ländereien im Besitz der Abtei Chaumousey. Nach der Säkularisation gehörte es Adelsfamilien.
Das Dorf litt unter dem Dreißigjährigen Krieg und nach der Schlacht von Bénaménil im Jahr 1674.
1746 wurde eine Brücke über die Vezouze gebaut.
Nach dem Deutsch-Französischen Krieg 1870/71 verlor Frankreich Elsaß-Lothringen an das Deutsche Reich. Damit lag Manonviller nun nah an Deutschland. Bei Manonviller, etwa neun Kilometer von der Grenze entfernt, wurde ein Fort (französisch Fort de Manonviller) gebaut, das zur Barrière de fer gehörte.
Das Fort wurde während der Schlacht an der Trouée de Charmes (24. bis 26. August 1914) intensiv beschossen, unter anderem mit 134 Granaten aus einem 30,5-cm-M.11-Mörser. Nach 52 Stunden kapitulierte es; es trug aber zum französischen Abwehrerfolg in dieser Schlacht bei.
Zwischen dem 25. September und dem 10. Oktober 1944 kam es in Manonviller und beim Fort zu schweren Kämpfen mit mehreren Luftangriffen und schwerem Artilleriefeuer.

## Bevölkerungsentwicklung
| Jahr      | 1962 | 1968 | 1975 | 1982 | 1990 | 1999 | 2011 | 2019 |
| --------- | ---- | ---- | ---- | ---- | ---- | ---- | ---- | ---- |
| Einwohner | 172  | 159  | 147  | 135  | 164  | 149  | 174  | 163  |

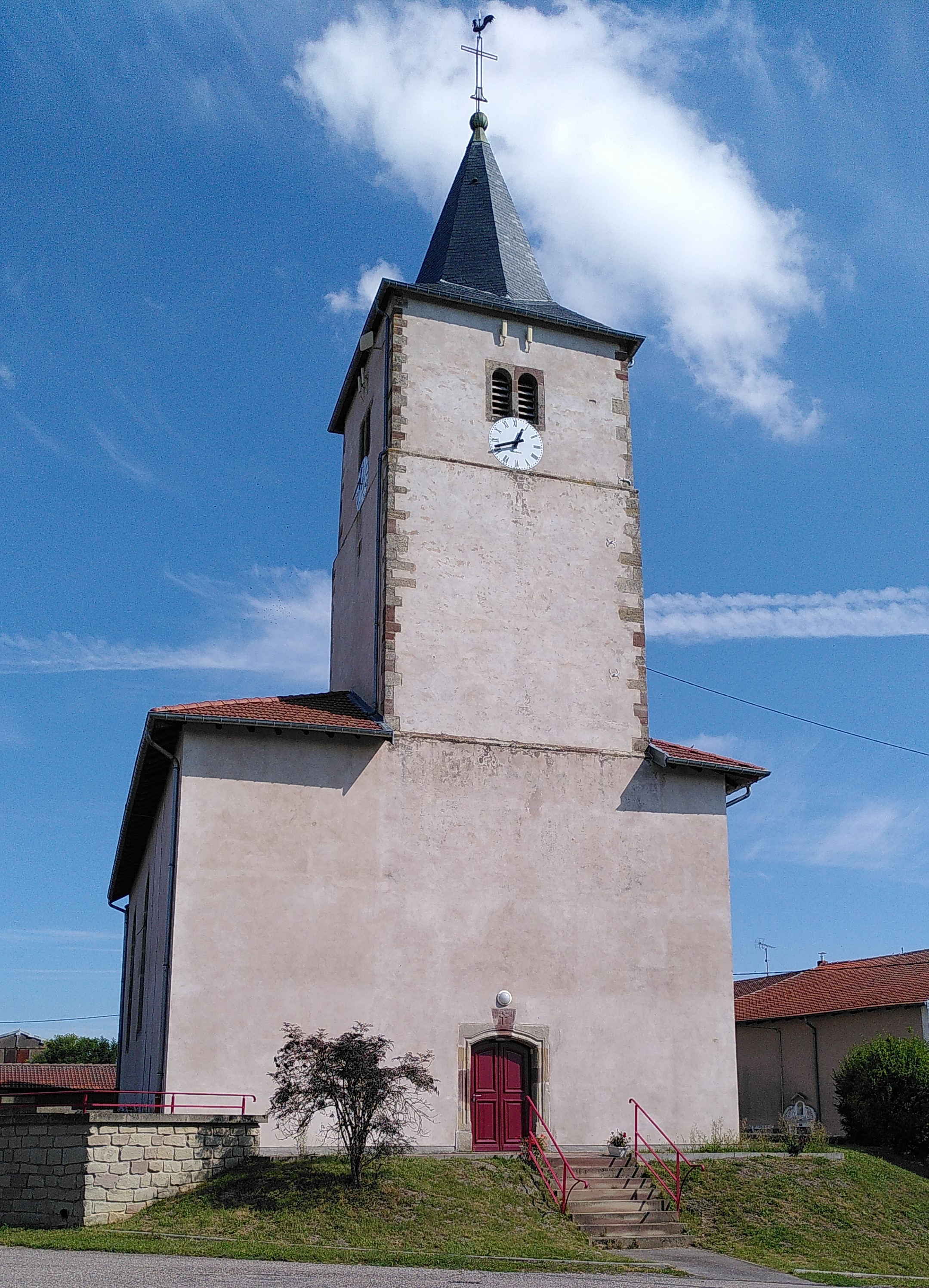
Himmelfahrtskirche (Église de l'Assomption)
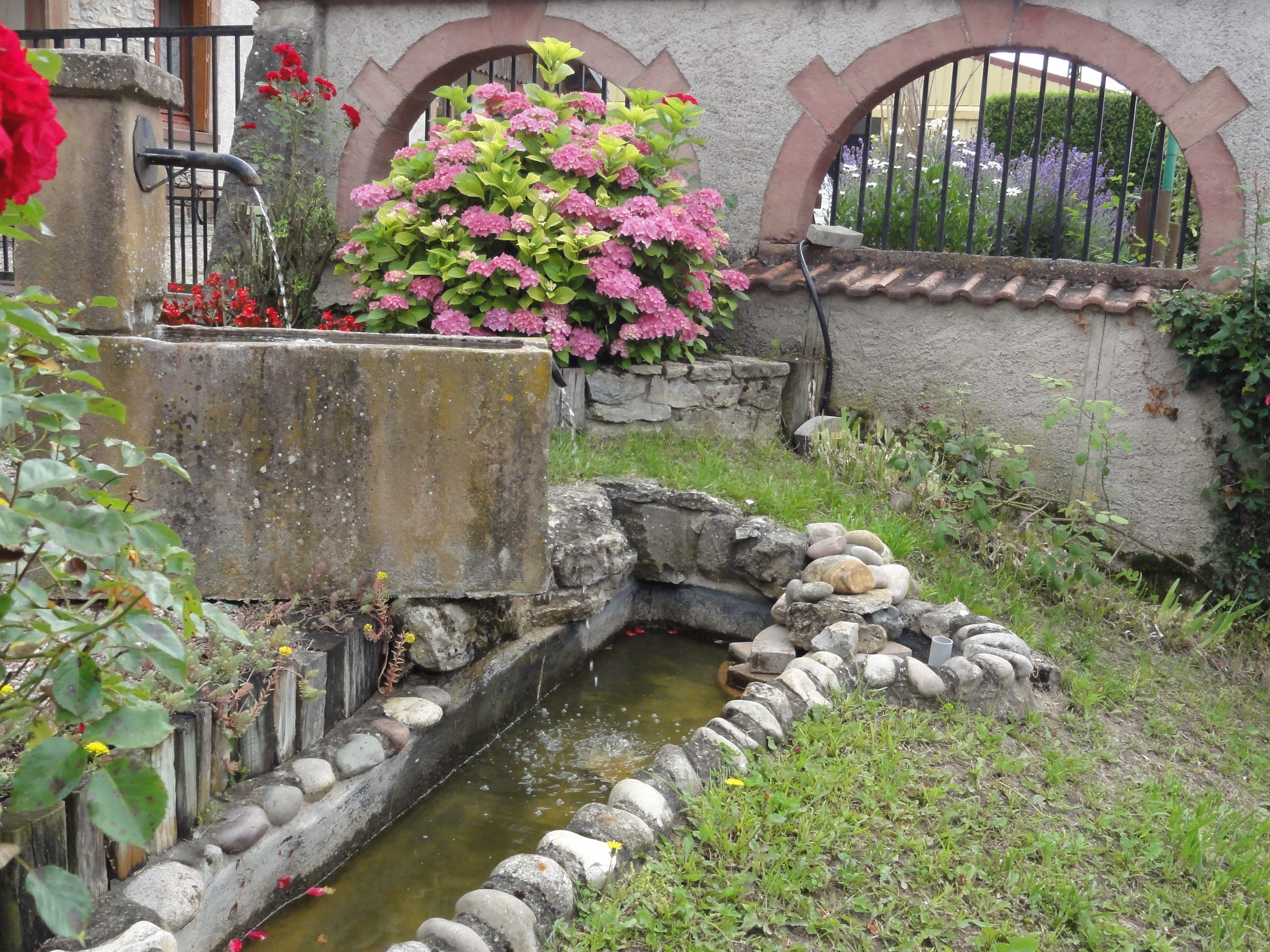
Einer der Brunnen im Ort
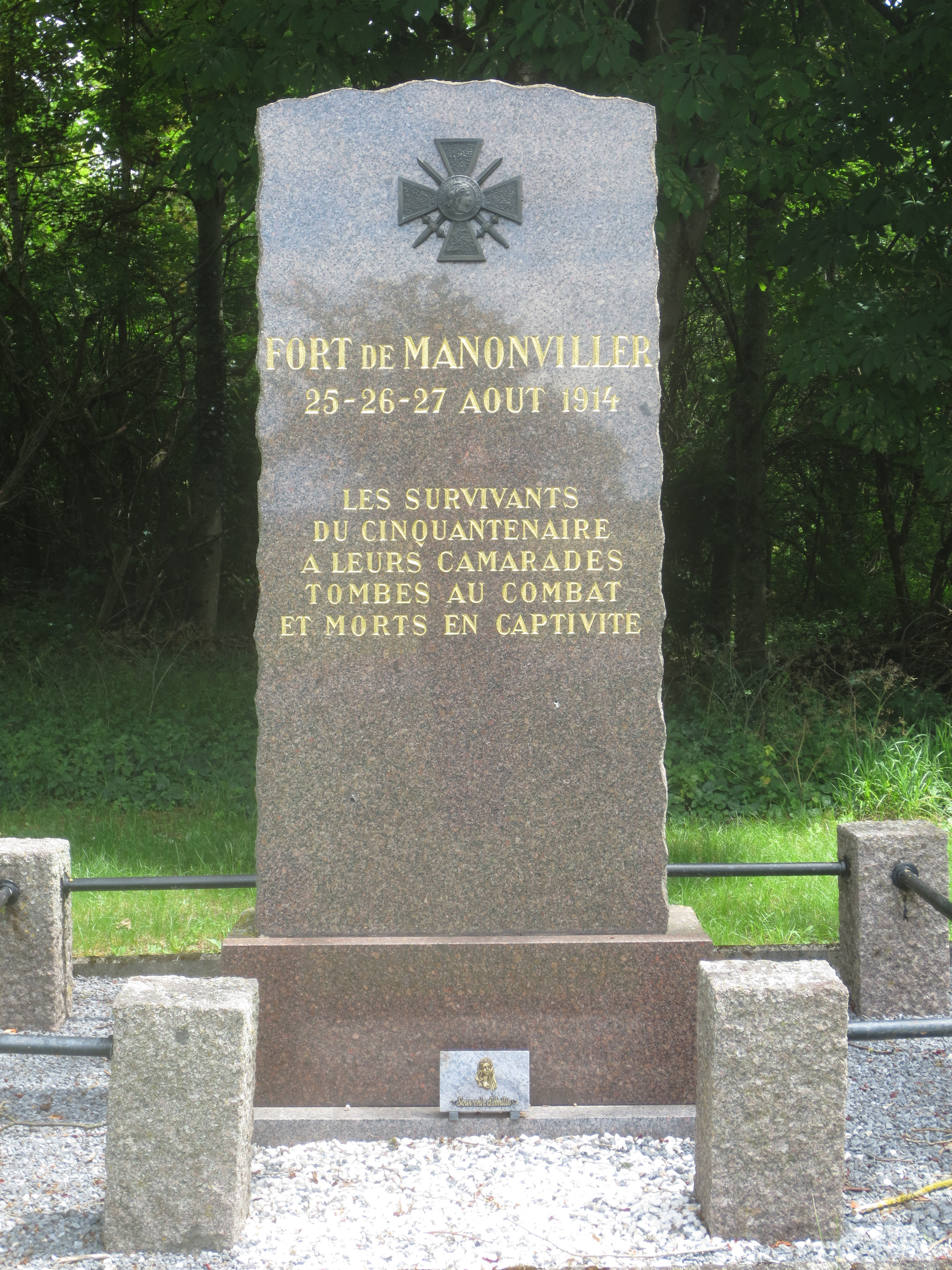
Gedenkstele am ehemaligen Fort